# 仁科重貞
仁科 重貞（にしなしげさだ、生年不詳 - 正平14年（1359年））は室町時代初期の武将。官名は兵庫助。

## 生涯
1335年（建武2年）には建武の新政に離反した足利尊氏追討軍に従軍し、京から鎌倉に向けて進軍、佐久郡大井城を落城させた。1336年（建武3年/延元元年）南朝により藤原光継の跡職を継承し信濃国司（信濃守）に補任。同年足利直義軍に対する比叡山籠城、その後の京都市街戦に参加し、後醍醐天皇入京に供奉した。また同年、新田義貞、脇屋義助に従い、金ヶ崎の戦いに参陣したが北朝方に敗れた。
興国5年/康永3年（1344年）には宗良親王を信濃国伊那郡大河原に迎え、自らの居城安曇郡森城に拠った。また同年、親王の家臣一条具信に従い、南朝方の常陸国小田城を救援した。文和元年（1352年）には親王を奉じて武蔵野合戦に出陣したが敗北した。その翌年には、北朝側の守護小笠原長基と争ったが、南朝衰亡によって北朝に帰属した。
重貞については、元弘3年に新田義貞に従い、執権北条高時を鎌倉に攻めた「仁科氏重」の子という説と、と同一人物とする説がある。